# 切斯特維爾 (伊利諾伊州)
切斯特維爾（英語：Chesterville）是位於美國伊利諾伊州道格拉斯縣的一個非建制地區。該地的面積和人口皆未知。

## 地理
切斯特維爾的座標為39°42′12″N 88°23′28″W / 39.70333°N 88.39111°W，而該地的平均海拔高度為199米（即653英尺）。